# Porúbka (Humenné)
Porúbka (ungarisch Kisortovány – bis 1907 Porubka) ist eine Gemeinde im Osten der Slowakei mit 263 Einwohnern (Stand: 31. Dezember 2024), die zum Okres Humenné, einem Kreis des Prešovský kraj, gehört. Sie ist Teil der traditionellen Landschaft Zemplín.

## Geographie
Die Gemeinde befindet sich unterhalb des Vihorlatgebirges, am Übergang vom westlichen Ausläufer Humenské vrchy in das eigentliche Gebirge weiter im Osten, am Bach Ptava, einem linksseitigen Zufluss des Laborec. Das Ortszentrum liegt auf einer Höhe von 289 m n.m. und ist 10 Kilometer von Humenné entfernt.
Nachbargemeinden sind Chlmec im Norden, Valaškovce (Militärgebiet) im Osten, Vinné im Süden, Trnava pri Laborci im Südwesten und Oreské im Westen.

## Geschichte

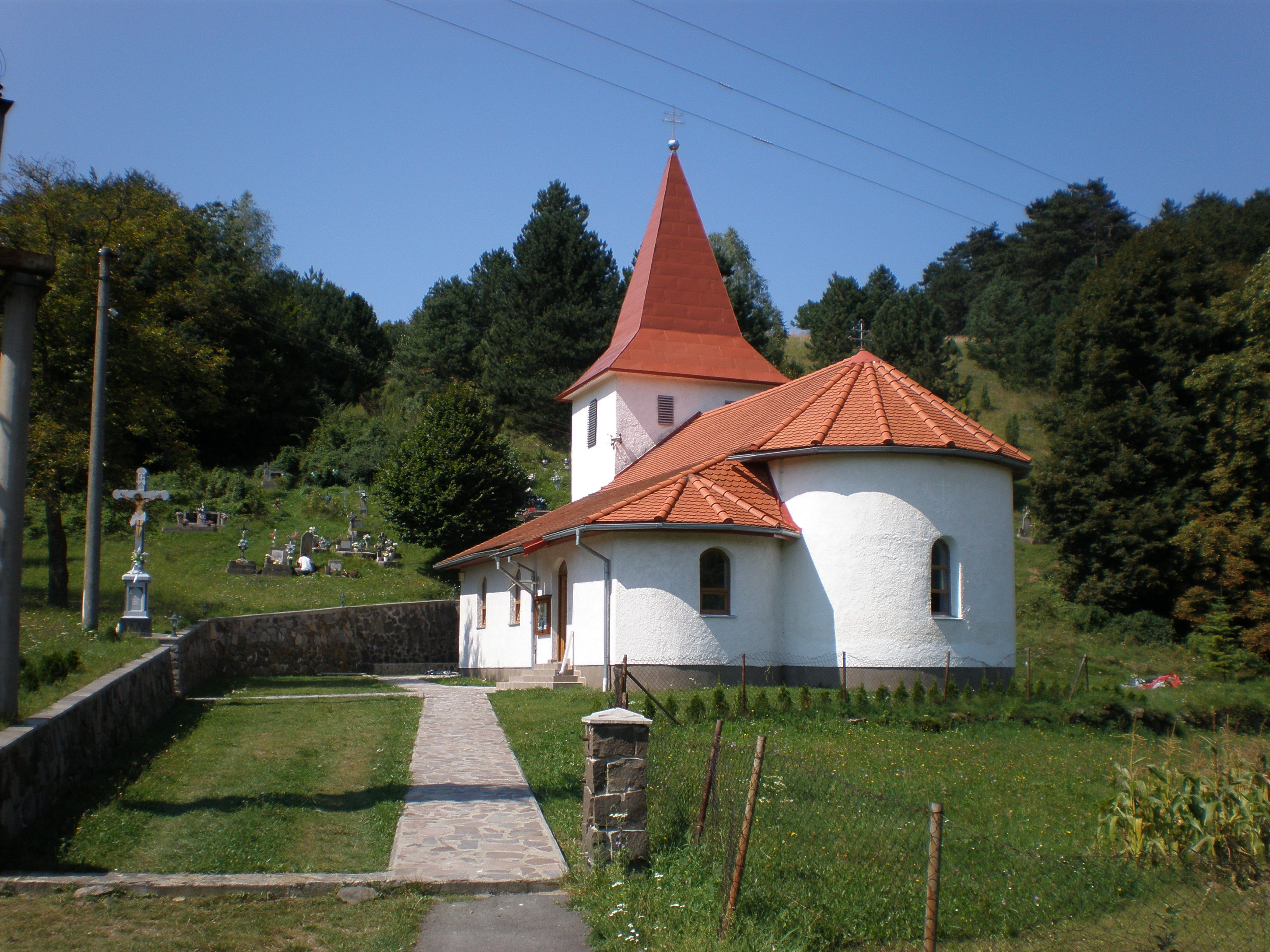
Kirche in Porúbka

Porúbka wurde zum ersten Mal 1451 als Porupka schriftlich erwähnt. Das Dorf war Teil der Drugeth'schen Herrschaft von Humenné, ab dem 17. Jahrhundert war es Besitz der Familie Csáky, gefolgt vom Geschlecht Andrássy im 19. Jahrhundert. 1556 wurden zwei Porta verzeichnet, 1715 gab es sechs verlassene und fünf bewohnte Haushalte. 1787 hatte die Ortschaft 28 Häuser und 235 Einwohner, 1828 zählte man 39 Häuser und 284 Einwohner, die als Landwirte, Waldarbeiter, Weber und Hersteller von Holzwerkzeugen tätig waren. Von 1890 bis 1910 wanderten viele Einwohner aus.
Bis 1918 gehörte der im Komitat Semplin liegende Ort zum Königreich Ungarn und kam danach zur Tschechoslowakei beziehungsweise heute Slowakei. Nach 1918 waren die Einwohner weiterhin in traditionellen Tätigkeiten beschäftigt. Während des Zweiten Weltkriegs gab es Partisanenaktivität in der Gegend, danach setzten NS-deutsche Truppen den Ort in Brand. Nach dem Zweiten Weltkrieg wurde 1960 die örtliche Einheitliche landwirtschaftliche Genossenschaft (Abk. JRD) gegründet, ein Teil der Einwohner pendelte zur Arbeit nach Humenné sowie in die Wälder bei Kamenica. 1953 musste Porúbka einen Teil des Gemeindegebiets an das Militärgebiet Valaškovce abtreten.

## Bevölkerung
| Jahr                | 1994 | 2004    | 2014    | 2024    |
| ------------------- | ---- | ------- | ------- | ------- |
| Anzahl der Personen | 263  | 281     | 268     | 263     |
| Unterschied         |      | +6,84 % | −4,62 % | −1,86 % |

| Jahr                | 2023 | 2024    |
| ------------------- | ---- | ------- |
| Anzahl der Personen | 268  | 263     |
| Unterschied         |      | −1,86 % |

Nach der Volkszählung 2011 wohnten in Porúbka 276 Einwohner, davon 260 Slowaken, zwei Ukrainer und ein Magyare. 13 Einwohner machten keine Angabe zur Ethnie.
178 Einwohner bekannten sich zur griechisch-katholischen Kirche, 67 Einwohner zur römisch-katholischen Kirche, zwei Einwohner zur orthodoxen Kirche und ein Einwohner zur Evangelischen Kirche A. B. Sechs Einwohner waren konfessionslos und bei 22 Einwohnern wurde die Konfession nicht ermittelt.

## Bauwerke und Denkmäler
- griechisch-katholische Kirche Geburt der allheiligen Gottesgebärerin im barock-klassizistischen Stil, gegen 1817 erbaut und 1926 erneuert[6]

## Verkehr
Nach Porúbka führt nur die Cesta III. triedy 3832 („Straße 3. Ordnung“) von Humenné und Chlmec heraus. Der nächste Bahnanschluss ist in Humenné an den Bahnstrecken Michaľany–Łupków und Humenné–Stakčín.